# Reg Varney
Reginald Alfred "Reg" Varney, född 11 juli 1916 i Canning Town, London, död 16 november 2008 i Budleigh Salterton, Devon, var en brittisk komiker och skådespelare.

## Rollista i urval
- 1960, 1966 – The Good Old Days (TV-serie) (2 avsnitt)
- 1961–1963 – The Rag Trade (TV-serie) (36 avsnitt)
- 1966 – The Great St Trinian's Train Robbery
- 1969–1973 – Busskisarna (TV-serie) (68 avsnitt)
- 1971 – Buss-kisar är vi allihopa
- 1979 – Plankan